# Fanes
Fanes (gr. Φανης wydobywać światło, świecić, łac. Phanes), nazywany także Protogonos (gr. Πρωτογόνος pierworodny) - w mitologii greckiej pierwotne bóstwo, jedno z Protogenoi związane z siłą napędzającą cały wszechświat czczone przede wszystkim w tradycji orfickiej. 
Fanes wykluł się z jaja świata (pierwotnej mieszaniny pierwiastków), kiedy zostało ono podzielone na części przez pierwotnych bogów Chronosa (Czas) oraz Ananke (Konieczność). Fanes był pierwszym królem wszechświata, władzę oddał swojej córce Nyks (Noc, według innej wersji nie miała rodziców tylko zrodziła się z Chaosu). Ona przekazała berło władzy Uranosowi (Niebo). Następnymi władcami byli Kronos i Zeus. Niektórzy twierdzili, że Zeus wchłonął kosmiczną siłę życiową Fanesa i dał ją bogom olimpijskim, nowej generacji bogów rządzących. 
Fanesa utożsamiano z Erosem opisanym w Teogonii Hezjoda. Było to możliwe, ponieważ wcześniej Eros nie kojarzył się tylko z miłością, ale także z siłą napędową do tworzenia nowego życia. Fanes posiada także cechy, które upodabniają go do innych pierwotnych bogów opisywanych przez starożytnych pisarzy takich jak Thesis, Physis (obie bogini kojarzone były z tworzeniem), Ofion, Chronos oraz Ananke.
Uznaje się, że wynikiem jego wieloletniej walki z Chaosem było powstanie ptaków.
Fanes jest przedstawiany jako męsko-żeńskie bóstwo z pięknymi, złotymi skrzydłami. Na głowie ma hełm, jego ciało owinięte jest w węże. Poeci pisali, że jest niewidzialny nawet dla innych bogów.